# بويرتو ديل روساريو
بلدية بويرتو ديل روساريو (بالإسبانية: Puerto del Rosario) هي بلدية تقع في مقاطعة لاس بالماس التابعة لمنطقة جزر الكناري جنوب غرب إسبانيا.

## الديموغرافيا
بلغ عدد سكان بلدية بويرتو ديل روساريو 35.664 نسمة عام 2011 (وفقاً للمعهد الوطني للإحصاء الإسباني).
| 19.030 | 20.218 | 22.652 | 30.363 | 31.808 | 35.667 | 35.664 |

## أعلام
- هيكتور سانتشيز كابريرا
- ياكي ين تافيو
- بروليو نوبريغا
- أبيل ميغيل سواريز